# Шарме (Саона и Лоара)
Шарме (фр. Charmée) насеље је и општина у источном делу централне Француске у региону Бургоња, у департману Саона и Лоара која припада префектури Шалон сир Саон.
По подацима из 2011. године у општини је живело 692 становника, а густина насељености је износила 49,61 становника/km². Општина се простире на површини од 13,95 km². Налази се на средњој надморској висини од 190 метара (максималној 206 m, а минималној 178 m).

## Демографија
| 1962. | 1968. | 1975. | 1982. | 1990. | 1999. | 2011. |
| ----- | ----- | ----- | ----- | ----- | ----- | ----- |
| 242   | 266   | 324   | 529   | 604   | 570   | 692   |

График промене броја становника у току последњих година